# Koitatoi Kidali
Koitatoi Kidali (* 12. Februar 2003 in Namanga) ist ein kenianischer Mittelstreckenläufer, der sich auf den 800-Meter-Lauf spezialisiert hat.

## Sportliche Laufbahn
Erste Erfahrungen bei internationalen Meisterschaften sammelte Koitatoi Kidali im Jahr 2024, als er bei den Olympischen Sommerspielen in Paris mit 1:46,37 min in der Hoffnungsrunde über 800 Meter ausschied.

## Persönliche Bestzeiten
- 800 Meter: 1:42,66 min, 15. Juni 2024 in Nairobi
  - 800 Meter (Halle): 1:48,79 min, 3. Februar 2023 in Erfurt